# 歙砚

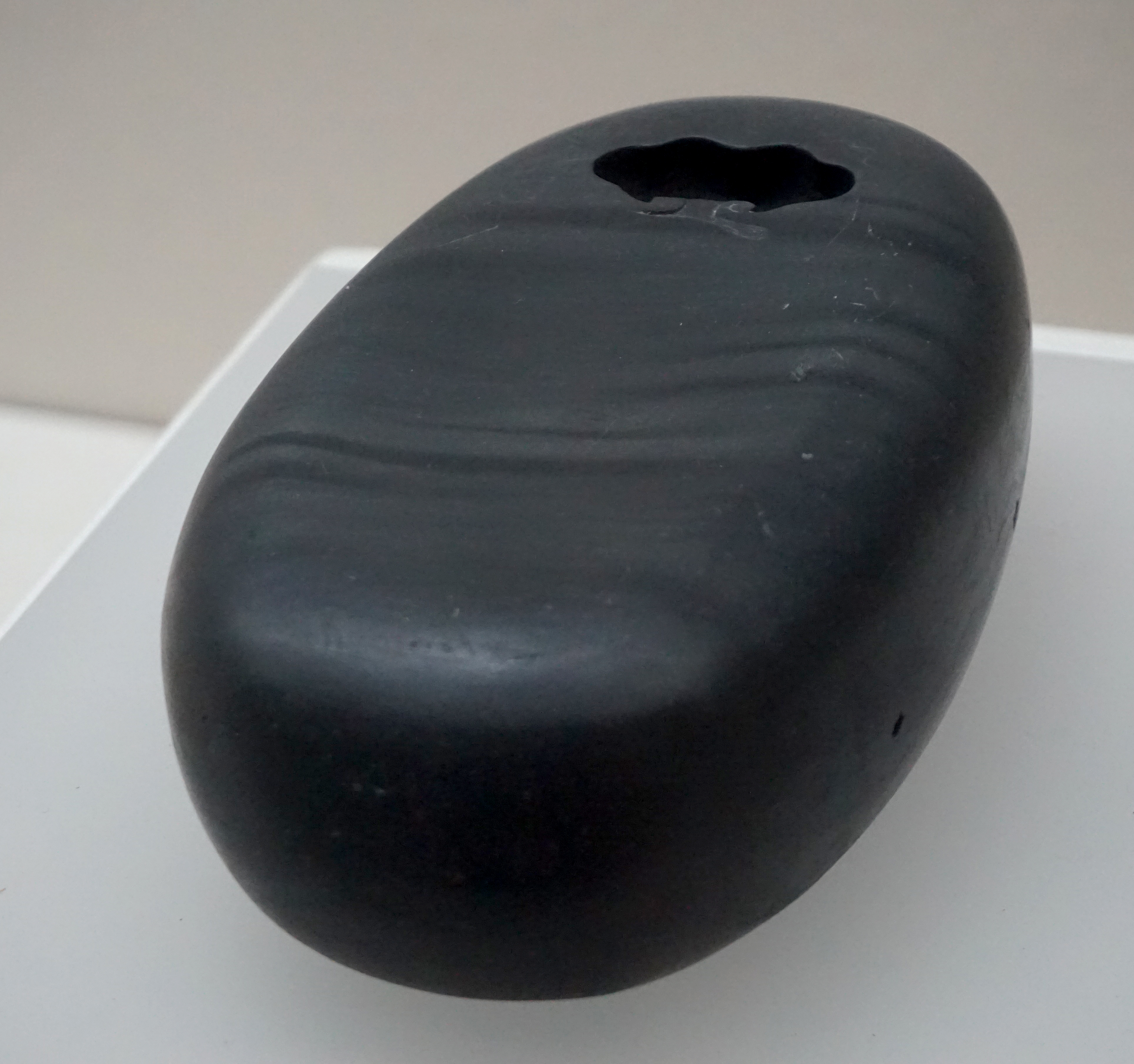
明椭圆形如意池歙砚，安徽博物院藏

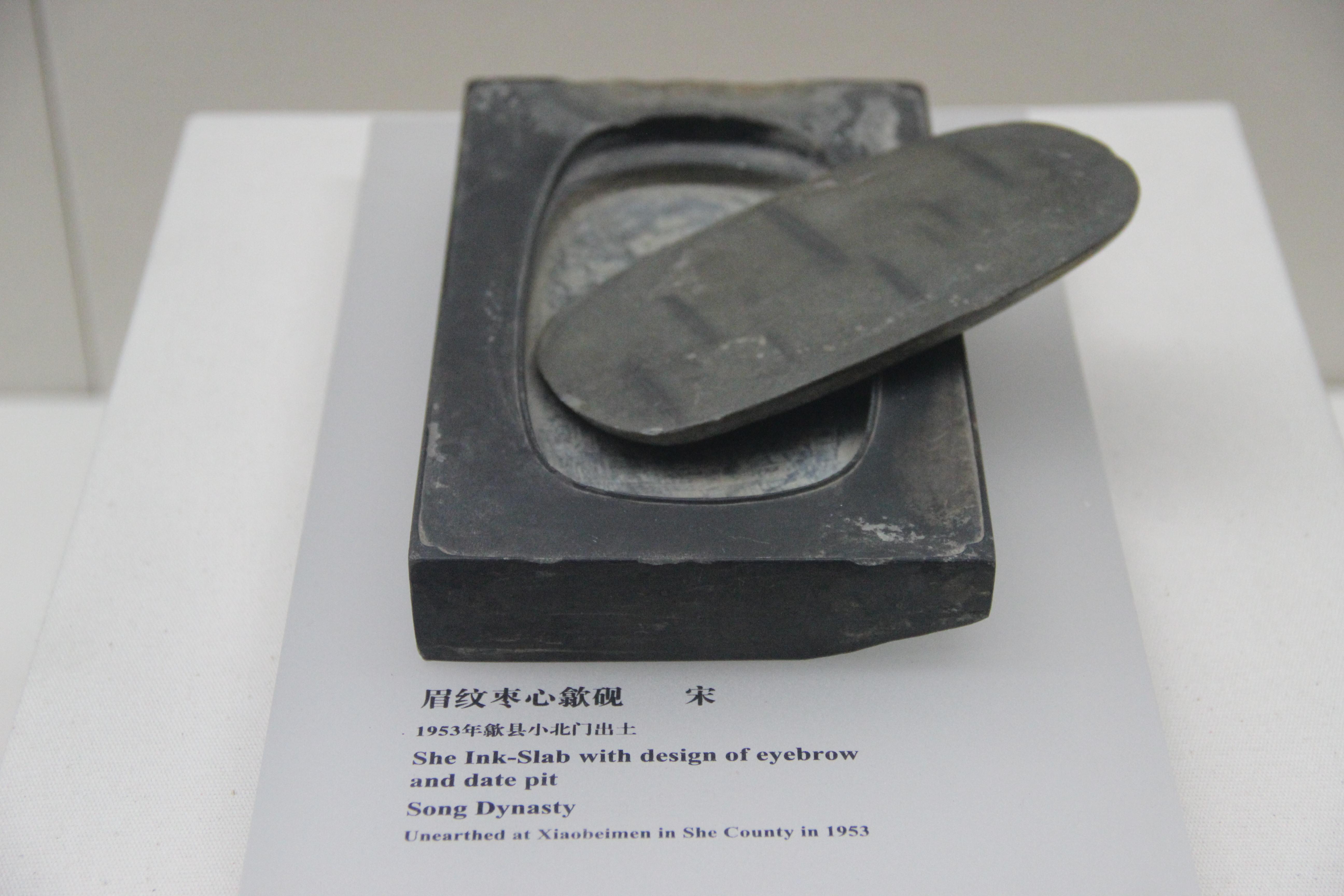
宋代梅纹枣心歙砚

歙砚是指出产于江南歙州的砚，是中国四大名砚之一，与甘肃洮砚、广东端砚、山西澄泥砚齐名。歙州北宋后改称为徽州，为今安徽省歙县附近一带。

## 产地
歙砚石产出地点较多，基本上分布于黄山山脉南麓、天目山与白际山西麓，而以婺源与休宁交界处的龙尾山（亦叫罗纹山，在现今的婺源县溪头乡境内）下溪涧中所产为最优，称为“龙尾砚”。宋曹继善《歙砚说》载：“龙尾山亦名罗纹山，下名芙蓉溪，石坑最多种，延蔓百余里，取之不绝。”
歙砚为中国地理标志产品，产地范围为安徽省黄山市歙县、休宁县、祁门县、黟县、屯溪区、徽州区、黄山区的汤口镇和宣城市绩溪县，江西省婺源。

## 历史
一般认为歙砚的开采制作始于唐开元年间，迄今已有1300多年的历史。北宋治平年間（1064年至1067年）婺源县令唐积《婺源砚图谱》载：“婺源砚在唐开元中，因猎人叶氏逐兽至长城里，见叠石如城垒状，莹洁可爱，因携之以归，刊粗成砚，温润大过端溪者。后数世，叶氏诸孙持以与令，令爱之，访得匠手琢为砚，由是天下始传。”也有人认为歙砚起源于汉代，而龙尾山歙砚则起源于唐代。
到南唐元宗李璟时已由官方组织开采制作，并设立砚务官。李煜称赞“歙砚为天下冠”。
北宋从景祐年间开始进行了几次规模较大的砚石开采，歙砚的影响越来越大。欧阳修、苏轼、黄庭坚、米芾等人均有赋诗称赞。南宋以后石尽山颓，开采量逐渐减少，时断时续。清乾隆四十二年的官方采石是清代唯一一次有记载的开采。直到1963年歙县工艺厂（安徽歙砚厂）根据历史记载的地点重新开采。

## 矿物学

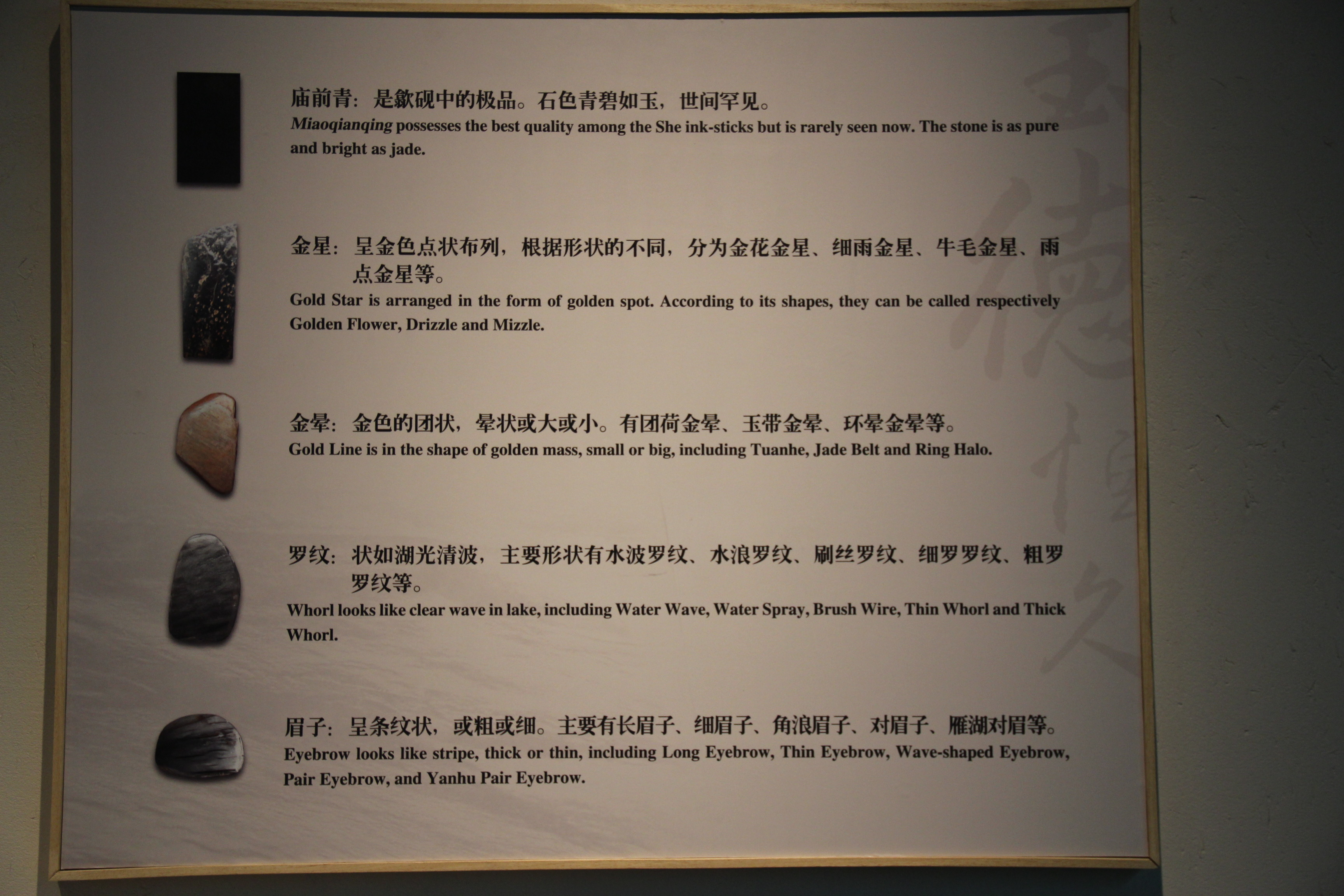
歙砚的种类

对婺源产歙砚的研究结果表明，其主要矿物为绢云母，还含有石英、绿泥石以及少量的锆石、正长石、高岭石和斑铜矿等，样品的平均摩氏硬度为4.45，平均密度为2.7485g／cm3。

## 特点
歙砚的特点是质地坚润不吸水，发墨如油不损毫，“涩不留笔，滑不拒墨”，而且“多年宿墨，一濯而莹”。具有“坚、润、柔、健、细、腻、洁、美”八德。

## 制作
歙砚制作技艺已列入中国国家级非物质文化遗产名单中。